# Еднилсон
Еднилсон Педро Роша Андраде Мендес (порт. Ednilson Pedro Rocha Andrade Mendes; Бисао, 25. септембар 1982) је бивши фудбалер из Гвинеје Бисао.

## Каријера
Прве фудбалске кораке је направио играјући за португалски клуб Боависту од 1993. до 1999. године. 1999. је прешао у познатију Рому. Одиграо је само једну у дресу Роме и то против Фјорентине у фебруару 2000. 2000. је Након прешао у Бенфику. Лета 2003. је отишао на позајмицу у Виторију Гимараис, а годину дана касније у Жил Висенте. У јануару 2007. је прешао у грчки ОФИ Крит. У јануару наредне године прелази у Партизан. Са црно-белима је освојио дуплу круну те сезоне. Након шест месеци у Србији, лета исте године прелази у АЕК Ларнаку. Након годину дана на Кипру, прелази у Динамо Тбилиси где је провео скоро две године.
У фебруару 2012. је потписао уговор са Вашашом, али је на крају сезоне раскинуо уговор.